# William Palmer, II conte di Selborne
William Waldegrave Palmer, II conte di Selborne (17 ottobre 1859 – 26 febbraio 1942), è stato un nobile e politico inglese.

## Biografia
Era figlio del Lord cancelliere Roundell Palmer, I conte di Selborne, e di sua moglie, Lady Laura Waldegrave, figlia del vice-ammiraglio William Waldegrave, VIII conte Waldegrave. Studiò al Winchester College e al University College di Oxford.

## Carriera politica
Fu assistente del segretario privato Hugh Childers (1882-1885), quando venne eletto deputato liberale per l'East Hampshire. Nel 1892 fu eletto per il collegio di Edinburgh West. Nel 1895 fu nominato Sottosegretario di Stato per le Colonie dal suocero Lord Salisbury.
Nel novembre 1900 divenne membro del Consiglio privato e Primo Lord dell'Ammiragliato sotto Lord Salisbury, carica che mantenne quando Arthur Balfour divenne Primo Ministro nel 1902. Nel 1905 succedette a Lord Milner come High Commissioners per il Sud Africa e governatore del Transvaal e delle colonie dell'Orange River. Assunse la carica a Pretoria nel maggio dello stesso anno fino al 1907.
Nel 1915 divenne presidente del Consiglio di Agricoltura durante il governo di Herbert Henry Asquith. Si dimise l'anno successivo.
A parte la sua carriera politica, Lord Selborne prestò servizio come Maestro della Venerabile Compagnia di Mercers nel 1910 e 1933, come aveva fatto suo padre prima di lui. Fu anche Guardiano dei Winchester College (1920-1925) e High Steward di Winchester (1929-1942). Fu nominato Cavaliere della Giarrettiera nel 1909.

## Matrimonio
Sposò, il 27 ottobre 1883, Lady Beatrix Gascoyne-Cecil, figlia di Robert Gascoyne-Cecil, III marchese di Salisbury e Georgina Alderson. Ebbero quattro figli:
- Lady Mabel Georgiana Laura Palmer (6 ottobre 1884-15 luglio 1958), sposò Charles Grey, V conte Grey, ebbero due figlie;
- Roundell Palmer, III conte di Selborne (15 aprile 1887-3 settembre 1971);
- Lord Robert Stafford Arthur Palmer (26 settembre 1888-21 gennaio 1916);
- Lord William Jocelyn Lewis Palmer (15 settembre 1894-1971), sposò Dorothy Loder, ebbero due figli.

## Morte
Morì il 26 febbraio 1942, all'età di 82 anni.

## Ascendenza
|                                           |                                        |                                       | Genitori                              |  |  | Nonni |  |  | Bisnonni       |  |  | Trisnonni     |  |
|                                           |                                        |                                       |                                       |  |  |       |  |  | William Palmer |  |  | Thomas Palmer |  |
|                                           |                                        |                                       |                                       |  |  |       |  |  | William Palmer |  |  | Thomas Palmer |  |
|                                           |                                        | Rebecca Pickard                       |                                       |  |  |       |  |  | William Palmer |  |  |               |  |
| William Jocelyn Palmer                    |                                        |                                       |                                       |  |  |       |  |  | William Palmer |  |  |               |  |
|                                           |                                        | Mary Horsley                          | John Horsley                          |  |  |       |  |  |                |  |  |               |  |
|                                           |                                        | Mary Horsley                          | John Horsley                          |  |  |       |  |  |                |  |  |               |  |
|                                           |                                        | Mary Horsley                          | Mary Leslie                           |  |  |       |  |  |                |  |  |               |  |
| Roundell Palmer, I conte di Selborne      |                                        | Mary Horsley                          |                                       |  |  |       |  |  |                |  |  |               |  |
|                                           |                                        | Rev. William Roundell                 | Dawson Roundell                       |  |  |       |  |  |                |  |  |               |  |
|                                           |                                        | Rev. William Roundell                 | Dawson Roundell                       |  |  |       |  |  |                |  |  |               |  |
|                                           |                                        | Rev. William Roundell                 | Ellen Hartley                         |  |  |       |  |  |                |  |  |               |  |
| Dorothea Roundell                         |                                        | Rev. William Roundell                 |                                       |  |  |       |  |  |                |  |  |               |  |
|                                           |                                        | Mary Richardson                       | Rev. Henry Richardson                 |  |  |       |  |  |                |  |  |               |  |
|                                           |                                        | Mary Richardson                       | Rev. Henry Richardson                 |  |  |       |  |  |                |  |  |               |  |
|                                           |                                        | Mary Richardson                       | Mary Dawson                           |  |  |       |  |  |                |  |  |               |  |
| William Palmer, II conte di Selborne      |                                        | Mary Richardson                       |                                       |  |  |       |  |  |                |  |  |               |  |
|                                           | George Waldegrave, IV conte Waldegrave | John Waldegrave, III conte Waldegrave |                                       |  |  |       |  |  |                |  |  |               |  |
|                                           | George Waldegrave, IV conte Waldegrave | John Waldegrave, III conte Waldegrave |                                       |  |  |       |  |  |                |  |  |               |  |
|                                           | George Waldegrave, IV conte Waldegrave | Lady Elizabeth Leveson-Gower          |                                       |  |  |       |  |  |                |  |  |               |  |
| William Waldegrave, VIII conte Waldegrave | George Waldegrave, IV conte Waldegrave |                                       |                                       |  |  |       |  |  |                |  |  |               |  |
|                                           |                                        | Lady Elizabeth Waldegrave             | James Waldegrave, II conte Waldegrave |  |  |       |  |  |                |  |  |               |  |
|                                           |                                        | Lady Elizabeth Waldegrave             | James Waldegrave, II conte Waldegrave |  |  |       |  |  |                |  |  |               |  |
|                                           |                                        | Lady Elizabeth Waldegrave             | Mary Walpole                          |  |  |       |  |  |                |  |  |               |  |
| Lady Laura Waldegrave                     |                                        | Lady Elizabeth Waldegrave             |                                       |  |  |       |  |  |                |  |  |               |  |
|                                           |                                        | Samuel Whitbread                      | Samuel Whitbread                      |  |  |       |  |  |                |  |  |               |  |
|                                           |                                        | Samuel Whitbread                      | Samuel Whitbread                      |  |  |       |  |  |                |  |  |               |  |
|                                           |                                        | Samuel Whitbread                      | Harriet Hayton                        |  |  |       |  |  |                |  |  |               |  |
| Elizabeth Whitbread                       |                                        | Samuel Whitbread                      |                                       |  |  |       |  |  |                |  |  |               |  |
|                                           |                                        | Lady Elizabeth Grey                   | Charles Grey, I conte Grey            |  |  |       |  |  |                |  |  |               |  |
|                                           |                                        | Lady Elizabeth Grey                   | Charles Grey, I conte Grey            |  |  |       |  |  |                |  |  |               |  |
|                                           |                                        | Lady Elizabeth Grey                   | Elizabeth Grey                        |  |  |       |  |  |                |  |  |               |  |
|                                           |                                        | Lady Elizabeth Grey                   |                                       |  |  |       |  |  |                |  |  |               |  |